# Roger Lemerre
Roger Lemerre (Bricquebec, 18 de Junho de 1941) é um técnico de futebol francês. Treinou a Seleção Francesa entre 1998 e 2002, conquistando a Euro 2000, e a Copa das Confederações de 2001.
Seu estilo de trabalho foi muito conceituado, com ênfase no trabalho físico de seus atletas, e na total concentração de seus comandados em torneios importantes.

## Carreira

### França
Mesmo assim, durante a fase de preparação da seleção francesa, para a copa de 2002, teve alguns maus resultados, como a derrota para a Austrália por 1 a 0 na Copa das Confederações de 2001 e uma inesperada derrota em casa para a Bélgica por 2x1, no último amistoso da seleção francesa antes de embarcar para a disputa da Copa do Mundo de 2002. Muitos especialistas disseram que aí soou o alerta de que mesmo cheia de craques, a França corria perigo na Copa.
Após a péssima campanha na Copa do Mundo de 2002, onde a seleção francesa foi eliminada na primeira fase, sem marcar um gol sequer, e apenas conquistando 1 ponto de 9 disputados, foi demitido do cargo de treinador da França.
Foi a pior campanha de um time que defendia o título de campeão desde 1966, quando a seleção brasileira, já bicampeã do mundo foi eliminada na primeira fase, conquistando apenas 2 de 6 pontos disputados, e marcado 4 gols.

### Ankarugucku
Foi treinador do Ankaragücü, da Turquia. Depois de chegar no meio da temporada em 2009, ele colocou o time na décima segunda posição do Campeonato Turco de Futebol e o contrato dele não foi renovado.

## Títulos

### Treinador
França
- Copa do Mundo Militar: 1995
- Eurocopa: 2000
- Copa das Confederações: 2001

Tunisia
- Copa das Nações Africanas: 2004

Étoile du Sahel
- Copa da Tunísia: 2013–14
- Copa Árabe dos Clubes Campeões: 2019[2]